# Campionati panpacifici di nuoto 1985
I I Campionati panpacifici di nuoto si svolsero a Tokyo, in Giappone, dal 15 al 18 agosto 1985.

## Medagliere
| Posizione | Paese         | Oro | Argento | Bronzo | Totale |
| --------- | ------------- | --- | ------- | ------ | ------ |
| 1         | Stati Uniti   | 25  | 15      | 8      | 48     |
| 2         | Australia     | 3   | 10      | 11     | 24     |
| 3         | Canada        | 2   | 6       | 10     | 18     |
| 4         | Giappone      | 1   | 1       | 1      | 3      |
| 5         | Brasile       | 1   | 0       | 1      | 2      |
| 6         | Nuova Zelanda | 1   | 0       | 0      | 1      |
|           | Totale        | 33  | 32      | 31     | 96     |

- Due medaglie d'oro sono state assegnate per i 200 m misti femminili
- Due medaglie d'argento sono state assegnate per i 400 m misti maschili

## Record mondiali stabiliti
| Data           | Gara       | Atleta                                     | Nazionalità | Tempo   |
| -------------- | ---------- | ------------------------------------------ | ----------- | ------- |
| 17 agosto 1985 | 4x100 m sl | S. McAdam, P. Wallace, M. Heath, M. Biondi | Stati Uniti | 3'17"08 |
| 18 agosto 1985 | 4x100 m mx | R. Carey, J. Moffet, P. Morales, M. Biondi | Stati Uniti | 3'38"28 |

## Risultati

### Uomini
| Evento               | Oro                                                           | Perform. | Argento                                                          | Perform. | Bronzo                                                                 | Perform. |
| Stile libero         |                                                               |          |                                                                  |          |                                                                        |          |
| 50 m                 | Matt Biondi                                                   | 22.73    | John Sauerland                                                   | 23.11    | Mark Stockwell                                                         | 23.44    |
| 100 m                | Matt Biondi                                                   | 49.17    | Michael Heath                                                    | 50.43    | Matthew Renshaw                                                        | 51.17    |
| 200 m                | Michael Heath                                                 | 1:49.29  | Matt Biondi                                                      | 1:50.19  | Sandy Goss                                                             | 1:50.56  |
| 400 m                | Justin Lemberg                                                | 3:52.13  | John Mykkanenn                                                   | 3:52.40  | Andrew Baildon                                                         | 3:54.41  |
| 1500 m               | Michael McKenzie                                              | 15:19.55 | Daniel Jorgensen                                                 | 15:19.74 | Mike O'Brien                                                           | 15:27.56 |
| Dorso                |                                                               |          |                                                                  |          |                                                                        |          |
| 100 m                | Rick Carey                                                    | 56.46    | Mike West                                                        | 56.60    | Charlie Siroky                                                         | 57.06    |
| 200 m                | Rick Carey                                                    | 2:01.68  | Mike West                                                        | 2:01.83  | Sean Murphy                                                            | 2:02.35  |
| Rana                 |                                                               |          |                                                                  |          |                                                                        |          |
| 100 m                | John Moffet                                                   | 1:02.42  | Brett Stocks                                                     | 1:03.40  | David Lundberg                                                         | 1:03.64  |
| 200 m                | John Moffet                                                   | 2.16.74  | Glenn Beringen                                                   | 2.18.01  | Marco Veilleux                                                         | 2.21.29  |
| Farfalla             |                                                               |          |                                                                  |          |                                                                        |          |
| 100 m                | Pablo Morales                                                 | 53.69    | Jon Sieben                                                       | 53.78    | Matt Biondi                                                            | 54.57    |
| 200 m                | Anthony Mosse                                                 | 1:58.74  | Vlastimil Cerny                                                  | 1:59.22  | Ricardo Prado                                                          | 1:59.89  |
| Misti                |                                                               |          |                                                                  |          |                                                                        |          |
| 200 m                | Pablo Morales                                                 | 2:04.04  | Rob Woodhouse                                                    | 2:05.62  | Tom Ponting                                                            | 2:06.03  |
| 400 m                | Ricardo Prado                                                 | 4:20.37  | Matt Rankin Jeff Prior                                           | 4:24.27  | Non assegnata                                                          | -        |
| Staffette            |                                                               |          |                                                                  |          |                                                                        |          |
| 4x100 m stile libero | Stati Uniti Scott McCadam Paul Wallace Mike Heath Matt Biondi | 3:17.08  | Canada Sandy Goss Blair Hicken Vlastimil Cerny Tom Ponting       | 3:24.49  | Australia Mark Stockwell J. Pringle Anthony McDonald Matthew Renshaw   | 3:24.64  |
| 4x200 m stile libero | Stati Uniti Mike Heath Matt Biondi Duffy Dillon Craig Oppel   | 7:17.63  | Canada Vlastimil Cerny Jon Kelly Sandy Goss Scott Bergen         | 7:31.54  | Australia Justin Lemberg Rob Woodhouse Anthony McDonald Tom Stachewicz | 7:35.74  |
| 4x100 m misti        | Stati Uniti Rick Carey John Moffet Pablo Morales Matt Biondi  | 3:38.28  | Australia Tom Stachewicz Brett Stocks Jon Sieben Matthew Renshaw | 3:45.54  | Canada Mike West Marco Veilleux Vlastimil Cerny Blair Hicken           | 3:45.83  |

### Donne
| Evento               | Oro                                                                            | Perform. | Argento                                                               | Perform. | Bronzo             | Perform. |
| Stile libero         |                                                                                |          |                                                                       |          |                    |          |
| 50 m                 | Lisa Dorman                                                                    | 26.19    | Jenna Johnson                                                         | 26.47    | Angela Harris      | 26.57    |
| 100 m                | Jenna Johnson                                                                  | 56.36    | Carrie Steinseifer                                                    | 56.75    | Sarah Thorpe       | 57.51    |
| 200 m                | Carrie Steinseifer                                                             | 2:01.52  | Mary Wayte                                                            | 2:01.74  | Michele Pearson    | 2:01.87  |
| 400 m                | Kim Brown                                                                      | 4:13.16  | Diane Williams                                                        | 4:15.67  | Donna Procter      | 4:16.07  |
| 800 m                | Kim Brown                                                                      | 8:36.92  | Tami Bruce                                                            | 8:37.42  | Kim Milne          | 8:41.95  |
| Dorso                |                                                                                |          |                                                                       |          |                    |          |
| 100 m                | Betsy Mitchell                                                                 | 1:02.88  | Andrea Hayes                                                          | 1:03.20  | Georgina Parkes    | 1:04.62  |
| 200 m                | Andrea Hayes                                                                   | 2:13.06  | Georgina Parkes                                                       | 2:14.97  | Betsy Mitchell     | 2:17.01  |
| Rana                 |                                                                                |          |                                                                       |          |                    |          |
| 100 m                | Cindy Õunpuu                                                                   | 1:10.25  | Hiroko Nagasaki                                                       | 1:10.57  | Jenny Hau          | 1:10.97  |
| 200 m                | Hiroko Nagasaki                                                                | 2:29.95  | Cindy Õunpuu                                                          | 2:30.73  | Guylaine Cloutier  | 2:33.97  |
| Farfalla             |                                                                                |          |                                                                       |          |                    |          |
| 100 m                | Mary T. Meagher                                                                | 59.16    | Janet Tibbits                                                         | 1:01.12  | Melanie Buddemeyer | 1:01.40  |
| 200 m                | Mary T. Meagher                                                                | 2:07.33  | Erika Hansen                                                          | 2:11.93  | Jill Horstead      | 2:13.46  |
| Misti                |                                                                                |          |                                                                       |          |                    |          |
| 200 m                | Michelle Pearson Michelle Griglione                                            | 2:15.94  | Non assegnata                                                         | -        | Erika Hansen       | 2:19.82  |
| 400 m                | Erika Hansen                                                                   | 4:44.45  | Michelle Griglione                                                    | 4:46.79  | Celina Hardy       | 4:53.80  |
| Staffette            |                                                                                |          |                                                                       |          |                    |          |
| 4x100 m stile libero | Stati Uniti Carrie Steinseifer Jenna Johnson Michelle Griglione Betsy Mitchell | 3:45.65  | Australia Sarah Thorpe Angela Harris Jenny Messenger Michelle Pearson | 3:49.74  | Canada             | 3:50.19  |
| 4x200 m stile libero | Stati Uniti Mary Wayte Trina Radke Laura Walker Carrie Steinseifer             | 8:06.74  | Australia Sarah Thorpe Donna Procter Georgina Parkes Michelle Pearson | 8:11.26  | Canada             | 8:19.87  |
| 4x100 m misti        | Canada Dara Torres Kristen Linehan Susan Johnson Angel Myers                   | 4:13.05  | Australia Georgina Parkes Dimity Douglas Janet Tibbits Sarah Thorpe   | 4:13.30  | Giappone           | 4:17.13  |